# Helen Gloag
Helen Gloag, född i Muthill, Perthshire i Skottland 29 januari 1750, död 1790, var en "kejsarinna" av Marocko. 
Gloag var dotter till smeden Andrew Gloag och Ann Kay i byn Wester Pett i Perthshire. År 1769 tog hon plats på ett fartyg med destinationen South Carolina i Amerika. Under resan attackerades fartyget av korsarer, pirater från Marocko, som dödade männen och sålde kvinnorna på slavmarknaden i Alger.  
Helen Gloag, som beskrivs som en rödhårig och grönögd skönhet, köptes av en förmögen marockan som gav henne i gåva åt sultan Sidi Mohammid ibn Abdullah av Marocko, som placerade henne i sitt harem som konkubin. Sultanen blev förälskad i henne och hon blev så småningom hans fjärde maka. Hon kallades ofta populärt för "kejsarinna" i västerländska sammanhang, men det fanns ingen sådan titel i ett muslimskt hov, där monarken kunde ha flera hustrur, som enligt islamisk lag skulle ha samma status. 
Helen Gloags inflytande ska ha varit en viktig faktor i arbetet med att få de personer som tagits som slavar av de marockanska piraterna, och hon ges också förtjänsten av att ha reducerat sjöröveriet från Marocko. År 1790 avled sultan Sidi Mohammid ibn Abdullah och tronen övertogs av hans son med en annan kvinna, Mulai Yazeed. Sultan Mulai Yazeed avrättade alla perosner som kunde utgöra ett hot mot hans maktställning, inklusive Gloags två söner med sultanen. Det förutsätts att även Helen Gloag mördades under dessa händelser. 